# 死圧
死圧（しあつ、dead pressure）とは、爆薬の種類によっては圧縮されると爆轟しなくなるという性質を持っているが、このような性質を死圧という。
特に水中で爆薬を使用する場合などは水圧を考慮しないと水圧によって死圧現象が発生して爆轟しなくなる場合がある。
また深い孔に爆薬を挿入して実施する場合などにも爆薬自身によって発生した圧力が死圧現象を発生させて爆轟が中断してしまう場合もある。また、近距離に複数の孔をあけて爆薬を使用する場合にも先に起爆した隣の爆薬の圧力によって死圧現象が発生する場合もある。このような現象を爆轟中断と呼ぶ。